# Извор посвећен Светој Петки
Извор посвећен Светој Петки се налази у темељима данашњег манастира Свете Петке у Беркасову.
Својевремено, крај овог „лековитог” извора подигнута је црква брвнара, водица. Према писаном извору из 1863. године, око брвнаре, која је касније изгорела, окупљао се народ из разних крајева. Уклесани натпис на мраморној плочи који потиче од извесног Дубровчанина излеченог од тешке болести, један је од неколико натписа захвалности који сведочи о лековитости ове воде.